# ワルグラ県

2019年までの県内の各郡の位置。図中の番号は記事の表に対応している

ワルグラ県（アラビア語: ولاية ورقلة）は、アルジェリア東部の県（ウィラーヤ）。県都はワルグラ。その他ハッシ・メサウドの各都市がある。イサワーヌ砂漠が広がる。

## 歴史
かつて、ワルグラはハワーリジュ派の分派であるイバード派の重要な拠点として栄えた。しかしその後、イバード派はムザブの谷に移った。
2019年12月に北東部にあった4郡がトゥーグラ県として分離した。

## 行政区分
ワルグラ県は、6の郡（ダイラ）と10のコミューン（市町村）からなる。

### 郡
1. エル・ボルマ
2. エル・ハジラ
3. ハッシ・メサウド
4. （メガリーヌ） - トゥーグラ県として分離
5. ングサ
6. ワルグラ
7. シディ・フィレド
8. （タイベト） - 分離
9. （テマシーヌ） - 同上
10. （トゥーグラ） - 同上

### コミューン
1. アイン・ベイダ
2. エル・アリーヤ
3. エル・ボルマ
4. エル・ハジラ
5. ハッシ・ベン・アブドゥッラー
6. ハッシ・メサウド
7. ングサ
8. ワルグラ
9. リッサート
10. シディ・フィレド